# 5464 Weller
5464 Weller este un asteroid din centura principală de asteroizi.

## Descriere
5464 Weller este un asteroid din centura principală de asteroizi. A fost descoperit pe 7 noiembrie 1985 la Stația Anderson Mesa de Edward L. G. Bowell. El prezintă o orbită caracterizată de o semiaxă mare de 2,67 ua, o excentricitate de 0,18 și o înclinație de 14,1° în raport cu ecliptica.